# جولیا کارسون
جولیا می کارسون (زاده ۸ ژوئیه ۱۹۳۸– درگذشت ۱۵ دسامبر ۲۰۰۷) یک سیاستمدار آمریکایی بود که از سال ۱۹۹۷ تا زمان مرگش در سال ۲۰۰۷ به عنوان عضو مجلس نمایندگان ایالات متحده از حوزه انتخابیه هفتم ایندیانا  خدمت کرد. کارسون اولین زن و اولین آمریکایی آفریقایی‌تبار بود که نماینده ایندیاناپولیس در کنگره آمریکا بود. او همچنین دومین زن آمریکایی آفریقایی‌تبار بود که از ایالت ایندیانا برای حضور در کنگره انتخاب شد. نوه‌اش آندره کارسون پس از مرگ او به کرسی نشست.
کارسون در لوئیزویل، کنتاکی به دنیا آمد.
او پس از فارغ‌التحصیلی ازدواج کرد و صاحب دو فرزند به نام‌های سام و تونیا شد، اما در حالی که بچه‌ها هنوز جوان بودند طلاق گرفت.